# 二氮化硫
二氮化硫是一种无机化合物，化学式为SN2，或写作N2S，它是硫的氮化物之一，它和一氧化二氮是等电子体。它可在苯基噻三唑的分解仲作为短寿命的中间体生成：
它可以迅速分解为氮气和硫：
{\displaystyle \mathrm {SN_{2}\rightarrow N_{2}+1/8\,S_{8}} }
在低温下，它可以在矩阵（matrix）中被分离出来。红外谱测得NN键键长为113 pm，NS键键长为158 pm。